# Alstom
Alstom är ett franskt multinationellt företag inom transportsektorn. Alstom säljer olika typer av spårfordon såsom höghastighetståg, tunnelbanor, spårvagnar och e-bussar, samt resenärslösningar, anpassade tjänster (underhåll, modernisering) och även infrastruktur, signalsystem och digitala mobilitetslösningar. Alstom säger sig vara världsledande inom integrerade transportsystem. 
Företaget omsatte 8,1 miljarder euro och bokförde order för 12,1 miljarder euro under räkenskapsåret 2018/19.[källa behövs] Alstom har sitt huvudkontor i Saint-Ouen, finns i över 63 länder och har över 80 000 medarbetare.[källa behövs]

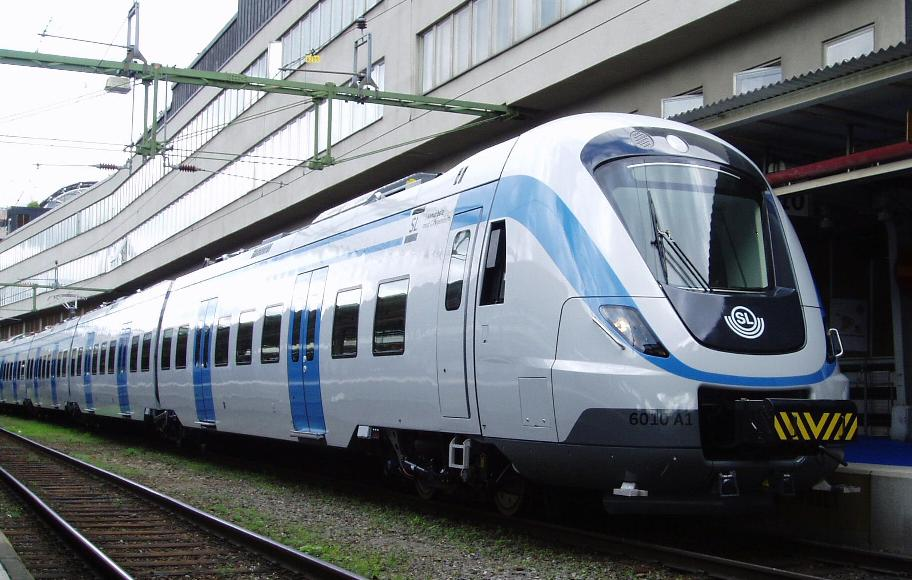
Ett X60-tåg ("Coradia Nordic") på Stockholm C

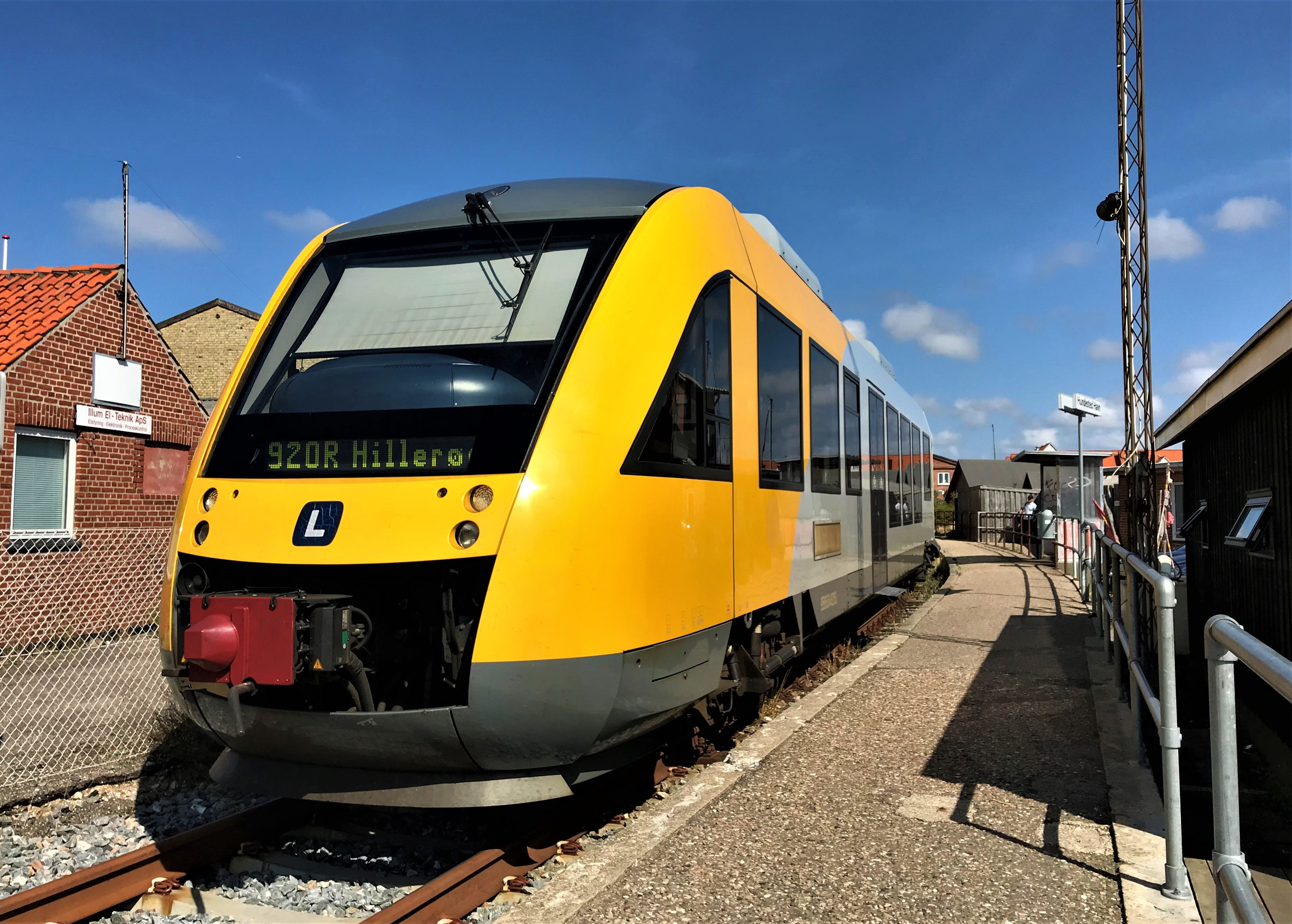
Lint 41-tåg vid perrongen i Hundested Havn

## Historik
Alstom bildades 1928 genom en fusion mellan Société Alsacienne de Constructions Mécaniques och verkstadsdelen av franska Compagnie française pour l'exploitation des procédés Thomson Houston (Thomson-Houston Electric Company, då del av General Electric). Alstom utvidgade till transportbranschen genom att köpa Constructions Electriques de France, Tarbes, en tillverkare av lokomotiv, elutrustning och hydraulik.
Företaget hette tidigare Alsthom, ursprungligen skrivet ALS-THOM. Efter en sammanslagning med GEC 1989 fick Alsthoms verksamhet inom energiteknik och transport namnet GEC Alsthom. 
I samband med börsintroduktion 1998 ändrades stavningen av namnet till Alstom. Inledningsvis behöll huvudägarna Alcatel och Marconi (före detta GEC) 48 procent av aktierna, medan 52 procent sattes på marknaden, men våren 2001 sålde huvudägarna ytterligare aktier. 2000 köptes Fiat Ferroviaria. Alstom hamnade i ekonomiska svårigheter och i maj 2004 lanserades ett program där franska staten gick in som aktieägare. EU-kommissionen gav i juli samma år klartecken till statens engagemang.[källa behövs] Företaget har senare sålt ut olika verksamheter och under 2014 avtalades om att kraftgenereringen skulle säljas.
Alstoms verksamhet inom kraftgenerering slogs 1999 ihop med ABB:s motsvarande verksamhet till ABB Alstom Power. I maj 2000 köpte Alstom ut ABB:s andel och blev ensamägare, under namnet Alstom Power. Alstoms svenska kraftgenereringsverksamhet går tillbaka till Stal-Laval Turbin AB som 1959 bildades ur STAL och AB de Lavals Ångturbin.

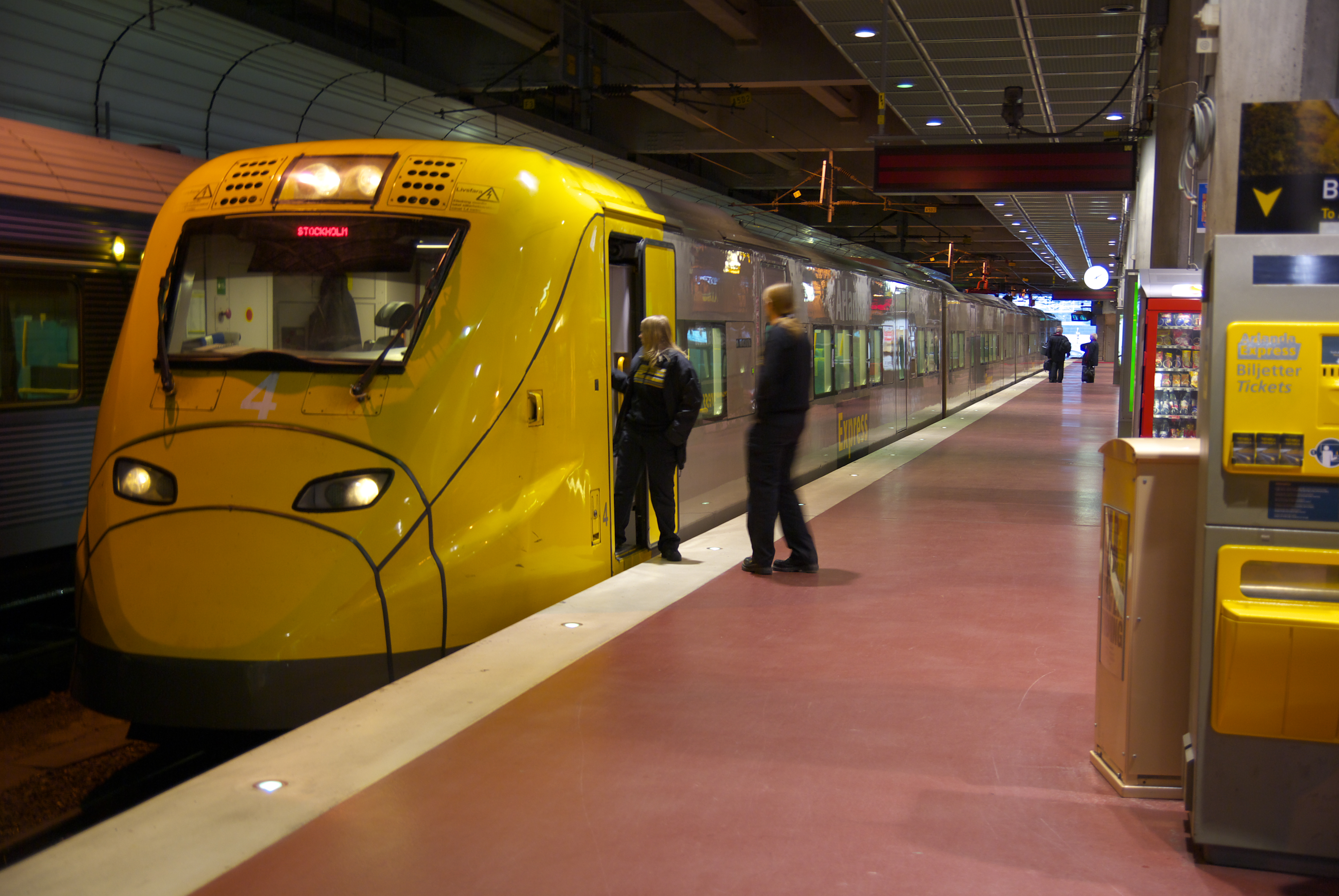
X3 som trafikerar Arlandabanan

Alstoms tidigare miljövårdsdel har sitt ursprung i AB Svenska Fläktfabriken.
I november 2015 delades bolaget och de verksamheter som relaterade till energisegmentet såldes av till General Electric. Alstom är numera helt fokuserat på järnvägsbranschen.
I mitten av februari 2020 undertecknades ett Memorandum of Agreement att köpa Bombardier Transportation.

### Alstom Bombardier Transportation

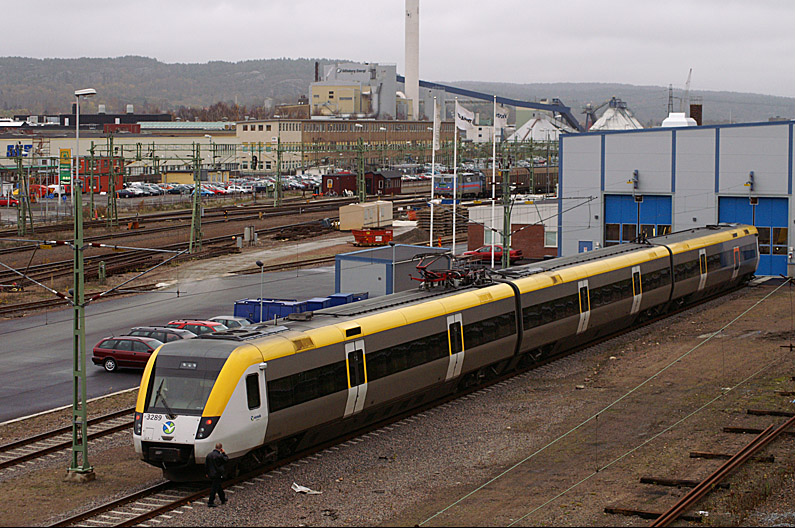
Regina vid servicehallen i Sävenäs. Nov 2007

Alstom blev efter köp av Bombardier Transportation världens näst största spårfordonstillverkare. Bombardier tog upp tågtillverkning 1970 med köp av österrikiska Lohner-Rotax, som tillverkade motorer och spårvagnar. Senare köptes Budd Company och Pullman Company och delar av Hawker Siddeley. Under 1990-talet ökade divisionen i betydelse när spårbunden trafik inledde en renässans. År 2001 köptes tyska Adtranz, vilket gav tillgång till viktiga europeiska marknader som Storbritannien och Tyskland. Bombardier Transportations huvudkontor ligger i Berlin. 
Bombardier har tillverkat tåg för Stockholms tunnelbana (C20 och C30), tågtypen Regina (X50-X54) för länstrafikbolag, X31 för Öresundstågen och SJ:s tåg X55. Den svenska delen av Bombardier Transportation var ursprungligen ABB Traction och blev senare DaimlerChrysler Rail Systems GmbH (Adtranz). Adtranz var från början en sammanslagning 1996 mellan ABB Traction AB och Daimler Benz. ABB sålde sin ägarandel till Daimler Benz 1999, varefter Adtranz 2001 såldes till Bombardier. Bombardier Transportation i Sverige har sitt huvudkontor i Västerås och sysselsätter ungefär 2 200 personer.

## Alstom i Sverige
Alstom har funnits i Sverige sedan 1999, har levererat mer än 300 tåg och har flera stora underhållskontrakt, bland annat för Västtrafik i Göteborg och för Skånetrafiken i Raus (Helsingborg). Alstom utför underhåll- och garantiarbete vid tio depåer i landet och har en anläggning för tungt underhåll och ombyggnationer i Motala.  
I Sverige finns det ett antal moderna tåg som är tillverkade av Alstom, till exempel tvåvåningstågen X40, Arlanda Express X3, Stockholms pendeltåg X60 och pendeltågen inom Skånetrafiken, de så kallade pågatågen, samt Norrtågs X62. Alla dessa tågtyper är tillverkade i Tyskland, förutom de inom Arlanda Express som tillverkats i Storbritannien.
Alstoms nordiska huvudkontor finns i Sundbyberg.
Totalt arbetar ungefär 450 personer för Alstom i Sverige, Finland, Norge och Danmark.

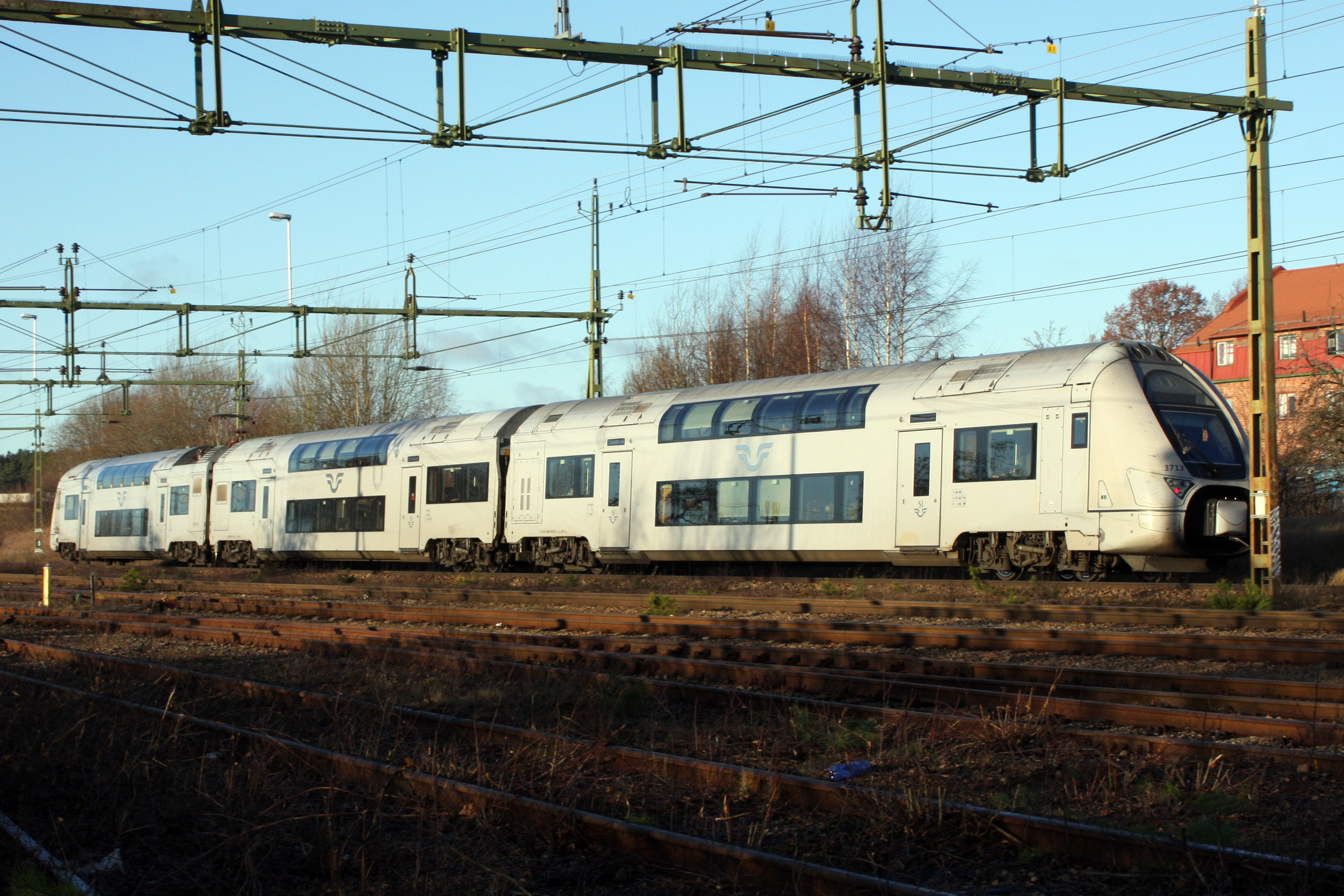
Elmotorvagnen X40 ("Alstom Coradia Duplex")

Hösten 2015 förvärvade Alstom Transport AB järnvägsföretaget Motala Train med verkstäder i Motala och Västerås.